# قوطية عالمية

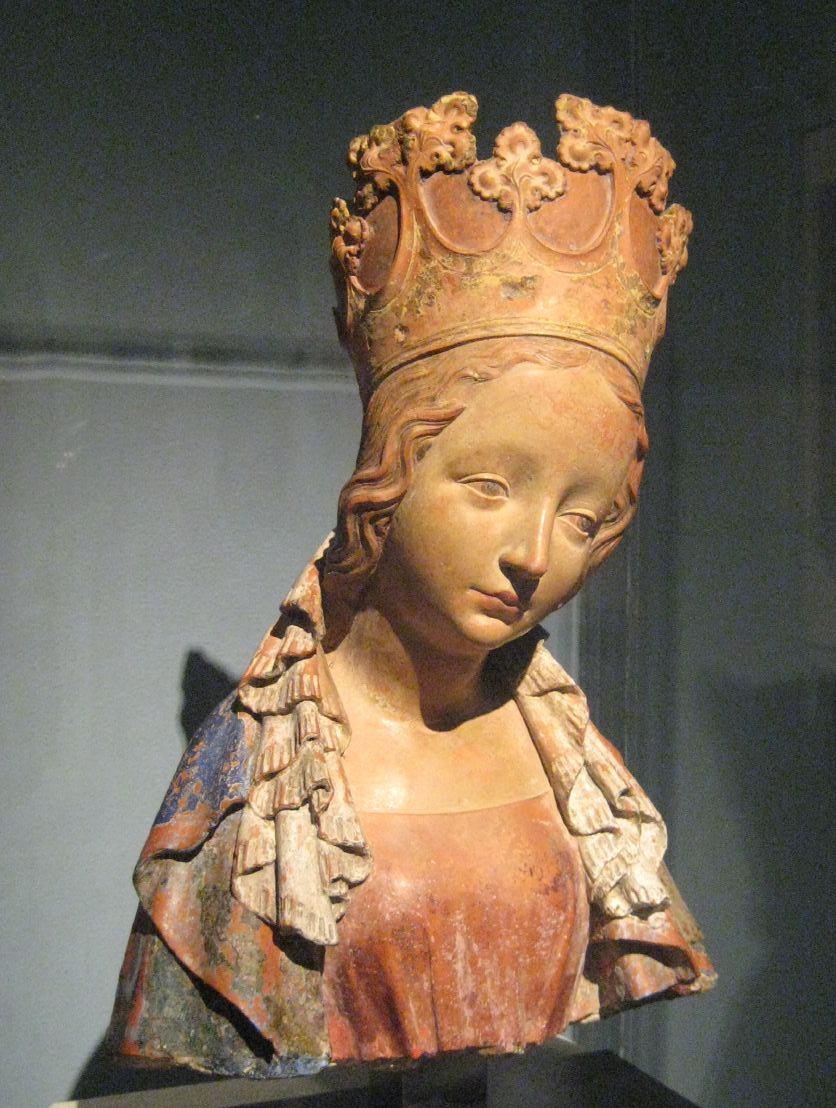

القوطية العالمية هي فترة من الفن القوطي بدأت في بورغندي، فرنسا وفي شمال إيطاليا في أواخر القرن الرابع عشر وأوائل القرن الخامس عشر. انتشرت بعدها القوطية العالمية على نطاق واسع للغاية عبر أوروبا الغربية، ومن هنا جاء اسم هذه الفترة التي قدمها مؤرخ الفن الفرنسي لويس كورجود في نهاية القرن التاسع عشر.
وصل الفنانون وأعمالهم المحمولة مثل المخطوطات المذهبة إلى جميع أنحاء القارة، مما أدى إلى وضع قيم جمالية مشتركة بين الملوك والطبقة النبيلة العليا، وإلى الحد بشكل كبير من التنوع في الأساليب العالمية ضمن الأعمال التي أنتجتها النخب الملكية. جاءت التأثيرات الرئيسية من شمال فرنسا وهولندا ودوقية بورغندي والبلاط الإمبراطوري في براغ وإيطاليا. ساعد الزواج الملكي مثل ذاك الذي حصل بين ريتشارد الثاني من إنجلترا وآن من بوهيميا على نشر الأسلوب.
كانت القوطية العالمية أسلوبًا من الرقي الملكي في البداية، لكن نسخًا أكثر قوة منها انتشرت بطريقة ما إلى الفن بتكليف من الطبقات التجارية الناشئة والطبقات النبيلة الأصغر. يمكن العثور على استمرارية للأسلوب «القوطي المتأخر» في شمال أوروبا خاصة في العناصر الزخرفية، حتى أوائل القرن السادس عشر، إذ لم تظهر أية مفردات زخرفية بديلة تحل محلها قبل إحياء عصر النهضة للكلاسيكية.
يختلف مؤرخو الفن باستخدام المصطلحات إلى حد ما، إذ يستخدم بعضهم مصطلحات أكثر تعقيدًا من بعضهم الآخر، ويشعر عدد منهم أن المصطلح «من نواح عديدة...ليس مفيدًا جدًا...لأنه يميل إلى تجاوز كل من الاختلافات وتفاصيل الانتقال». 

## التطور
طُورت النسخة البوهيمية من الأسلوب في بلاط كارل الرابع، الإمبراطور الروماني المقدس في براغ، وأصبحت لفترة وجيزة قوة رائدة في تطوير الفن الأوروبي. جاء كارل من سلالة لوكسمبورغ، وتدرب على يد كليمنت السادس الذي أصبح البابا فيما بعد، وقضى سبع سنوات في البلاط الفرنسي عندما كان شابًا وزار إيطاليا مرتين. إضافة إلى كل هذا، منحته علاقات عائلته روابط قوية مع كل بلاط في فرنسا، من بينها تلك التي كانت في فترة بابوية أفينيون، وابتداءً من عام 1363، حكمت فرع من عائلة فالوا دوقية بورغونيا بقيادة فيليب الجريء. افتقر الأسلوب البوهيمي في البداية إلى الأشكال المتطاولة التي وجدت في المراكز الأخرى، لكنه تميز بالغنى وجمال الشخصيات النسائية التي كانت مؤثرة للغاية. امتلك كارل قطعة مذبح واحدة على الأقل يبدو أنها صُنعت في إيطاليا وأُرسلت إلى براغ، بالقرب من المكان الذي ما تزال فيه قلعة كارلشتاين قائمة حتى اليوم. استخدم كارل في بداية الأمر معماريًا فرنسيًا لكاتدرائية القديس فيتوس في براغ، ثم استعان بالألماني بيتر بارلر.
حدث الكثير من التطوير في الأسلوب في إيطاليا، وربما انتشر شمال جبال الألب للتأثير على فرنسا جزئيًا من خلال مستعمرة الفنانين الإيطاليين المتصلين مع البلاط البابوي في أفينيون، وتعود الأعمال المعروضة في المقر هناك خلال ثلاثينيات وأربعينيات القرن الرابع عشر لسيمون مارتيني، وهو رائد من المدرسة السيينية في الأسلوب. كان لجمهورية سيينا تأثير كبير على تطور الأسلوب، لكنها حافظت على أسلوبها القوي المبجل طوال الفترة، وأصبح بعدها بلاط فيسكونتي اللامع في ميلانو، والذي امتلك أيضًا روابط وثيقة مع العائلة المالكة الفرنسية، المركز الإيطالي الأكثر أهمية في أسلوب البلاط. تأثر الفنانون الإيطاليون بدورهم بتطور الأسلوب في شمال أوروبا.
ساعد الزواج الحاصل في عام 1384، بين الملك الشاب ريتشارد الثاني وابنة كارل الرابع آن من بوهيميا، على ربط براغ ولندن وإحضار الأسلوب إلى إنجلترا على الرغم من وفاة آن في عام 1394.

## البورتريه الملكية
يشتمل عدد من الأعمال الأساسية في القوطية العالمية، على صور نذرية للملوك مع شخصية مقدسة –في بعض الحالات تستقبلهم في الجنة الشخصيات المقدسة، مثلما هو الحال مع منمنمة لجان دوق بيري وبعض من أقاربه يرحب بهم القديس بيتر في ساعات دوق بيري الكبيرة. تعود أقدم لوحات الملوك الناجية لهذه الفترة، وتظهر المخطوطات الملكية عددًا متزايدًا من البورتريه الواقعي للملوك الذين كلفوهم بها.

## دراسة استقصائية

### العمارة
دام الأسلوب طويلًا في العمارة، وغالبًا ما تُعرف الأنواع المحلية منه بالعمارة الشاقولية في إنجلترا، وزوندرغوتيك (القوطية الخاصة) في ألمانيا وأوروبا الوسطى، والقوطية المشعة في فرنسا والمانيولاين في البرتغال وإيزابلين في إسبانيا.

### اللوحات والمنحوتات
يُعرف هذا الأسلوب في اللوحات والمنحوتات في ألمانيا باسم «شونو شتيل» أو «فايشر شتيل» وهي تعني («أسلوب جميل» أو «أسلوب ناعم»). تشمل الميزات الأسلوبية الأناقة الكريمة، التي استبدلت كلًا من الأثرية والألوان الزخرفية الغنية والأشكال المتطاولة والخطوط المتدفقة، إلى جانب كونه يجعل من استخدام المنظور والنمذجة أكثر ممارسة. بدأت الأشكال في هذا الأسلوب تأخذ مساحات أكبر في محيطها، وبدأ الاهتمام بالنباتات والحيوانات المصورة بشكل واقعي. تظهر في بعض الأعمال مثل مشاهد الكتاب الشهير ساعات دوق بيري الغنية، بدايات رسم المناظر الطبيعية الواقعية. أصبحت الزخارف غنية بشكل متزايد مع تطور الأسلوب في شمال أوروبا، بينما استوعب في إيطاليا التعقيد المتزايد لرسم الأشكال في لوحات عصر النهضة المبكرة.
بالنسبة للنحت، ظل الفنانون الإيطاليون البارزون أقرب إلى الكلاسيكية، وكانوا أقل تأثرًا بالحركة. يُعد لورنزو جبرتي في كثير من النواحي قريبًا من الأسلوب، لكنه يبدو منغمسًا بكلاسيكية عصر النهضة المبكرة. كان كلاوس سلاتر النحات الرائد في بورغندي، وتميز بكونه قادرًا على استخدام الأسلوب بتأثير قوي وضخم. لم يُعرف معظم النحاتون، وقد دام الأسلوب لفترة أطول في النحت الشمالي منه في اللوحات، إذ كان من الصعب ترجمة الواقعية التفصيلية للرسم الهولندي المبكر إلى النحت. كانت الأشكال الخشبية الصغيرة الملونة والتي جاءت في معظم الأحيان من مادونا مهمة جدًا، ولكونها محمولة فقد ساعدت في نشر الأسلوب في جميع أنحاء أوروبا.
من الرسامين البارزين الماستر ثيودريك وصاحب قطعة مذبح تريبون في بوهيميا وصاحب البارمينت وجاكمارت دو إيدون والأخوان ليمبورغ الهولنديان في فرنسا، وجنتيلي دا فابريانو ولورينزو موناكو وبيزانيلو في إيطاليا، وكان آخرهم من أدخلوا الأسلوب إلى عصر النهضة المبكر. من الفنانين في بورغندي جان مالويل وميلخيور برودرلام وهنري بيلشوز الذين خلفوا روبرت كامبين وجان فان إيك، اللذان حولا الرسم الهولندي المبكر باتجاه الخداعية بشكل أكبر. كان كل من الماستر برترام وكونراد فون زوست معلمين محليين رائدين في ألمانيا، إذ عملا بشكل كبير من أجل ساكني المدينة. تُعد اللوحات الناجية والتي تتمتع بجودة عالية من الفترة قبل عام 1390، نادرة جدًا باستثناء تلك التي تنتمي لإيطاليا ولبلاط براغ. انتقل العديد من هؤلاء الفنانين بين البلدان أو المناطق خلال حياتهم المهنية، مما جعلهم يطلعون على أساليب المراكز الأخرى. فقد أمضى برودلام على وجه الخصوص بضع سنوات في إيطاليا، ويُعتقد أن صاحب البارمينت نفسه كان بوهيميًا، لأن أعماله الفرنسية المعروفة قليلة جدًا وقريبة بشكل كبير من الفن البوهيمي.
بقيت المخطوطات المذهبة وسائط نقل مهمة للأسلوب، وشكلت في أعمال مثل شيربورن ميسال المساهمة الإنجليزية الرئيسية، بصرف النظر عن الزجاج المعشق لجون ثورنتون في كاتدرائية يورك وتوماس غلازيبر في أكسفورد وغيرها. أُصدرت منحوتات نوتينغهام من المرمر والمُنتجة بكميات كبيرة من خلال ورش العمل بأنماط قياسية، وانتشرت في جميع أنحاء أوروبا الغربية في كنائس أبرشية تعي قيمتها. كانت ساعات جان غالياتسو فيسكونتي من ميلانو عملًا رئيسيًا إلى جانب كتاب فنتسل المقدس (مع النص بالألمانية) لابن كارل الرابع. يتميز كلاهما بحاشية مزخرفة بإسراف مثل شيربورن ميسال. كان جون، دوق بيري الابن والشقيق للملوك الفرنسيين، العميل الأكثر ترفًا للمخطوطات والموظِف الرئيسي لكل من الأخوين ليمبورغ وجاكارت دو إيدون، إلى جانب توظيفه للعديد من الفنانين الآخرين. من بين جامعي القطع الفنية على نطاق واسع، فنتسل ابن كارل الرابع وجون لانكستر دوق بيدفورد الأول وابن هنري الرابع ملك إنجلترا و«ريجنت» من فرنسا المحتلة من قبل إنجلترا ودوقات بورغندي. تفوقت مدن فلاندرز في القرن الخامس عشر وخاصة بروج، على باريس كمركز لتذهيب المخطوطات ورسم اللوحات.